# Takchita
Takchita är en traditionell marockansk kvinnodräkt. Även om marockanska kvinnor i allmänhet anammat moderna mode är takchita fortfarande populära på bröllopsfester och har ersatt den aftonklänningar som musiker och skådespelerskor brukar bära. Takchita kan bestå av två till fyra delar och materialen som används varierar, den kan vara sydd av till exempel siden eller linne, och räcker ända ned över fötterna. De liknar marockanska kaftaner, men används vid finare tillfällen och har bälte. Kaftaner består heller inte av flera delar som takchita utan är ett helt klädesplagg.